# Прохозешть
Прохозешть, Прохозешті (рум. Prohozești) — село у повіті Бакеу в Румунії. Входить до складу комуни Подурі.
Село розташоване на відстані 230 км на північ від Бухареста, 30 км на захід від Бакеу, 108 км на південний захід від Ясс, 117 км на північний схід від Брашова.

## Населення
За даними перепису населення 2002 року у селі проживали 1295 осіб, з них 1291 особа (99,7%) румунів. Усі жителі села рідною мовою назвали румунську.